# سید عباس موسویان
سید عباس موسویان (۱۳۳۹–۱۹ مرداد ۱۳۹۹) طلبه، اقتصاددان، نویسنده و محقق اسلامی و از چهره‌ها و نظریه‌پردازان اقتصاد اسلامی بود. وی بیش از هفت سال رئیس پژوهشکده نظام‌های اسلامی و سه سال گروه اقتصاد پژوهشگاه فرهنگ و اندیشه اسلامی، چهار سال مدیر گروه فقه اقتصادی مرکز جهانی علوم اسلامی و چهار سال سردبیر فصلنامه علمی پژوهشی اقتصاد اسلامی بوده‌است و نیز به عنوان عضو هیئت علمی پژوهشگاه فرهنگ و اندیشه اسلامی ، استاد مدعو دانشگاه علوم اسلامی رضوی و عضو کمیته فقهی سازمان بورس و اوراق بهادار و عضو شواری فقهی مشورتی بانک مرکزی جمهوری اسلامی ایران بود. بسیاری از آثار وی جوایز مختلف علمی را به خود اختصاص داده‌اند.

## زندگی
سید عباس موسویان در سال ۱۳۳۹ در عجب‌شیر، یکی از بخش‌های آذربایجان شرقی متولد شد. تحصیلات خود را در عجب‌شیر پی گرفت و از دوره دبیرستان به شهر تبریز آمد و در هنرستان صنعتی در رشته برق به تحصیل خود ادامه داد. در ۱۳۵۸ خورشیدی، در رشته برق وارد دانشگاه شد اما پس از انقلاب فرهنگی و تعطیلی دانشگاه‌ها، از ۱۳۶۰، به حوزه علمیه قم رفت و به تحصیل علوم دینی پرداخت.
وی همزمان در رشته اقتصاد نظری در دانشگاه مفید به تحصیل پرداخت و از ۱۳۶۸، به مدت ده سال به درس خارج فقه و اصول مشغول شد. در ۱۳۷۳، برای دریافت مدرک کارشناسی ارشد در رشته اقتصاد نظری وارد دانشگاه شهید بهشتی تهران شد و بعد از آن به تحصیل در دوره دکترای تخصصی تفسیر و علوم قرآن در همین دانشگاه مشغول شد. این اندیشمند اسلامی در ۱۳۸۲ شمسی، دکترای تخصصی تفسیر و علوم قرآنی خود را گرفت و موفق شد در سال ۱۳۸۴، مدرک دکترای فقه اقتصادی را از حوزه علمیه قم نیز دریافت کند.
وی در ۲۸ آبان ۱۳۹۲ و در دومین کنگره بین‌المللی علوم انسانی اسلامی، اولین جایزه جهانی علوم انسانی اسلامی را به خود اختصاص داد.
وی در تاریخ ۱۹ مرداد سال ۱۳۹۹ بر اثر بیماری کرونا درگذشت و در حرم فاطمه معصومه در شهر قم دفن شد.

## جوایز و افتخارات[۶]
1. بانکداری اسلامی، برگزیده کتاب سال حوزه (۱۳۸۲)
2. ربا: پیشینه تاریخی ربا، ربا در قرآن و سنت، انواع ربا و فرار از ربا، برگزیده کتاب سال جمهوری اسلامی ایران (۱۳۸۲)
3. بانکداری اسلامی برگزیده اولین جشنواره آثار اقتصاد اسلامی
4. بانکداری اسلامی برگزیده اولین جشنواره علامه طباطبایی
5. کتاب گروهی ربا برگزیده کتاب سال حوزه
6. ابزارهای مالی اسلامی (صکوک) رتبه دوم دومین جشنواره بین‌المللی فارابی (سال ۱۳۸۷)[۷]
7. ابزارهای مالی اسلامی (صکوک) برگزیده اولین جشنواره بازار سرمایه ایران (۱۳۸۸)
8. احکام فقهی اوراق بهادار رتبه اول کتاب سال حوزه (۱۳۸۶)[۸]
9. آثار اقتصادی جایگزینی نظام مشارکت رتبه اول اولین جشنواره مطبوعات اسلامی
10. اعتبار در حساب جاری مشارکتی در بانکداری اسلامی رتبه سوم دومین جشنواره مطبوعات اسلامی
11. حوزه‌های فقاهتی و عرصه‌های کارشناسی بانکداری اسلامی رتبه اول سومین جشنواره اقتصاد اسلامی
12. حوزه‌های فقاهتی و عرصه‌های کارشناسی بانکداری اسلامی رتبه اول دومین جشنواره مطبوعات اسلامی
13. ارزیابی سپرده‌های بانکی و پیشنهاد سپرده‌های جدید برگزیده دومین جشنواره اقتصاد اسلامی
14. کرسی نقد نظریه ربا در قرض‌های تولیدی و تجاری کرسی ممتاز دومین جشنواره بین‌المللی فارابی
15. ابزارهای مالی اسلامی برگزیده کنگره دین‌پژوهان
16. مقاله طراحی سپرده‌های جدید در بانکداری بدون ربا برگزیده نخستین دوره جشنواره دوسالانه مجلات پژوهشگاه فرهنگ و اندیشه اسلامی
17. نقد قانون عملیات بانکی بدون ربا و پیشنهاد قانون جایگزین برگزیده پنجمین جشنواره علامه طباطبایی
18. ربا در قرض‌های تولیدی و تجاری اثر برگزیده کرسی‌های نقد و نظریه‌پردازی[۹]
19. طرح تحول نظام بانکی اثر شایسته تقدیر هجدهمین دوره کتاب فصل جمهوری اسلامی[۱۰][۱۱][۱۲]
20. بازار سرمایه اسلامی برگزیده کتاب فصل (بهار ۱۳۹۲)[۱۳][۱۴][۱۵]
21. نظریه‌پردازی در حوزه اقتصاد و بانکداری اسلامی برگزیده اولین جایزه کنگره بین‌المللی علوم انسانی اسلامی[۱۶][۴][۵]
22. بازار سرمایه اسلامی برگزیده پانزدهمین همایش کتاب سال حوزه (۱۳۹۲)[۱۷][۱۸]
23. بازار سرمایه اسلامی شایسته تقدیر سی و یکمین دوره کتاب سال جمهوری اسلامی ایران (۱۳۹۲)[۱۹][۲۰][۲۱][۲۲][۲۳]
24. بازار سرمایه اسلامی رتبه اول اولین جشنواره علامه طباطبایی (۱۳۹۴)[۲۴]
25. پژوهشگر نمونه، رتبه اوّل پژوهشگر نمونه استان قم (۱۳۸۶)
26. عضو برگزیده علمی نظام‌های اسلامی پژوهشگاه فرهنگ و اندیشه اسلامی سومین و هفتمین جشنواره علامه طباطبایی

## درگذشت
سید عباس موسویان در تاریخ ۱۹ مردادماه ۱۳۹۹ و در سن ۶۰ سالگی درگذشت. برخی رسانه‌ها علت درگذشت وی را ابتلا به کرونا اعلام کردند. به دلیل وضعیت قرمز ناشی از کرونا در شهر قم آئین بزرگداشت وی به صورت مجازی برگزار شد. در پی درگذشت موسویان، بسیاری از مقامات سیاسی و اقتصادی ایران نظیر سید علی خامنه‌ای، جعفر سبحانی، حسن روحانی، محمدباقر قالیباف، سید ابراهیم رئیسی، علی‌اکبر رشاد، سید محمود علوی، فرهاد دژپسند، محمد فطانت‌فرد، عبدالناصر همتی، اسماعیل لله‌گانی، سید مسعود موسوی اردبیلی محمد ذبیحی، علیرضا زاکانی، شاپور محمدی، بهرام سرمست ، عبدالحسین خسروپناه ، عبدالکریم بهجت‌پور ، غلامرضا مصباحی مقدم، صادق لاریجانی، سید محمد سعیدی، ابوالقاسم علیدوست و علیرضا اعرافی، سید حسن وحدتی شبیری (رئیس دانشگاه علوم اسلامی رضوی)، سیدحسین میرمعزی، رضا غلامی، احمدعلی یوسفی، محمدجواد رودگر، غلامرضا پیوندی و علی صالح‌آبادی پیام تسلیت صادر کردند.